# Jon Inge Kjørum
Jon Inge Kjørum (ur. 23 maja 1965 w Hamar) – norweski skoczek narciarski, brązowy medalista olimpijski oraz srebrny medalista mistrzostw świata.

## Kariera
W Pucharze Świata w skokach narciarskich zadebiutował w końcówce sezonu 1985/1986, zajmując 13. miejsce w Planicy (22 marca 1986). Pierwszy duży sukces w karierze osiągnął podczas igrzysk olimpijskich w Calgary, gdzie wspólnie z Ole Christianem Eidhammerem, Ole Gunnarem Fidjestølem i Erikiem Johnsenem wywalczył brązowy medal w konkursie drużynowym. Na tych samych igrzyskach zajął także 15. miejsce w konkursie indywidualnym na dużej skoczni. Były to jego jedyne starty olimpijskie. W tym samym roku był siódmy na mistrzostwach świata w lotach w Oberstdorfie.
Najlepsze wyniki w karierze osiągnął w sezonie 1988/1989, kiedy to zajął szóste miejsce w klasyfikacji generalnej. 14 stycznia 1989 w Libercu po raz pierwszy i zarazem ostatni w karierze zwyciężył w zawodach PŚ. W tym sezonie jeszcze dwukrotnie stawał na podium: 22 stycznia 1989 w Oberhofie był trzeci, a 5 marca 1989 zajął drugie miejsce w Oslo, przegrywając jedynie z Jensem Weißflogiem. Na mistrzostwach świata w Lahti wraz z Magne Johansenem, Clasem-Brede Bråthenem i Ole Gunnarem Fidjestølem zdobył srebrny medal w konkursie drużynowym. W indywidualnych startach był piętnasty na dużej skoczni, a na normalnym obiekcie zajął piąte miejsce, tracąc do brązowego medalisty, Heinza Kuttina 2,1 punktu. Był ponadto szósty w klasyfikacji końcowej 37. edycji Turnieju Czterech Skoczni po tym, jak zajął dziewiąte miejsce w Oberstdorfie, piąte w Garmisch-Partenkirchen, szóste w Innsbrucku oraz czwarte w Bischofshofen.
Do rywalizacji w Pucharze Świata w sezonie 1989/1990 przystąpił dopiero w lutym 1990. Wziął udział w mistrzostwach świata w lotach w Vikersund, gdzie zajął 12. miejsce. Mimo przeciętnych wyników znalazł się także w kadrze Norwegii na mistrzostwa świata w Val di Fiemme w 1991. Indywidualnie zajął 19. miejsce na dużej oraz 40. miejsce na normalnej skoczni, a razem z Espenem Bredesenem, Kentem Johanssenem i Rune Olijnykiem był czwarty w konkursie drużynowym. W klasyfikacji generalnej sezonu 1990/1991 zajął ostatecznie 47. miejsce, rok wcześniej był trzydziesty drugi.
Wystąpił w kilku konkursach sezonu 1991/1992, ustanawiając nawet rekord skoczni Holmenkollbakken skokiem na odległość 113,5 metra. Mimo to nie zdobył żadnego punktu i w marcu 1992 postanowił zakończyć karierę w wieku niespełna 27 lat.
Na mistrzostwach Norwegii na normalnej skoczni zdobył złote medale w 1987 i 1989 oraz brązowy w 1991. Na dużym obiekcie zwyciężył w 1988, a trzy lata później był trzeci.

## Osiągnięcia

### Igrzyska olimpijskie
| Miejsce | Dzień     | Rok  | Miejscowość | Konkurs                     | Wynik     | Strata    | Zwycięzca     |
| ------- | --------- | ---- | ----------- | --------------------------- | --------- | --------- | ------------- |
| 15.     | 23 lutego | 1988 | Calgary     | Skocznia duża indywidualnie | 189.2 pkt | -34.8 pkt | Matti Nykänen |
| 3.      | 24 lutego | 1988 | Calgary     | Skocznia duża drużynowo     | 596.1 pkt | -38.3 pkt | Finlandia     |

### Mistrzostwa świata
| Miejsce | Dzień     | Rok  | Miejscowość   | Konkurs                         | Wynik     | Strata    | Zwycięzca      |
| ------- | --------- | ---- | ------------- | ------------------------------- | --------- | --------- | -------------- |
| 15.     | 20 lutego | 1989 | Lahti         | Skocznia duża indywidualnie     | 174.5 pkt | -44.0 pkt | Jari Puikkonen |
| 2.      | 22 lutego | 1989 | Lahti         | Skocznia duża drużynowo         | 626.0 pkt | -19.0 pkt | Finlandia      |
| 5.      | 26 lutego | 1989 | Lahti         | Skocznia normalna indywidualnie | 106.4 pkt | -8.1 pkt  | Jens Weißflog  |
| 19.     | 10 lutego | 1991 | Val di Fiemme | Skocznia duża indywidualnie     | 172.1 pkt | -45.4 pkt | Franci Petek   |
| 4.      | 14 lutego | 1991 | Val di Fiemme | Skocznia duża drużynowo         | 526.6 pkt | -41.0 pkt | Austria        |
| 40.     | 16 lutego | 1991 | Val di Fiemme | Skocznia normalna indywidualnie | 165.0 pkt | -57.9 pkt | Heinz Kuttin   |

### Mistrzostwa świata w lotach
| Miejsce | Dzień     | Rok  | Miejscowość | Konkurs            | Wynik     | Strata    | Zwycięzca            |
| ------- | --------- | ---- | ----------- | ------------------ | --------- | --------- | -------------------- |
| 7.      | 13 marca  | 1988 | Oberstdorf  | Loty indywidualnie | 334.0 pkt | -30.0 pkt | Ole Gunnar Fidjestøl |
| 12.     | 25 lutego | 1990 | Vikersund   | Loty indywidualnie | 325.5 pkt | -32.2 pkt | Dieter Thoma         |

### Puchar Świata w skokach narciarskich

#### Miejsca w klasyfikacji generalnej
- sezon 1985/1986: 65.
- sezon 1986/1987: 57.
- sezon 1987/1988: 16.
- sezon 1988/1989: 6.
- sezon 1989/1990: 32.
- sezon 1990/1991: 47.
- sezon 1991/1992: –

#### Miejsca na podium chronologicznie
| Nr | Data             | Miejscowość | Skocznia         | Nota      | Pozycja | Strata    | Zwycięzca     |
| -- | ---------------- | ----------- | ---------------- | --------- | ------- | --------- | ------------- |
| 1. | 14 stycznia 1989 | Liberec     | Ještěd A         | 213.5 pkt | 1.      | -         | -             |
| 2. | 22 stycznia 1989 | Oberhof     | Rennsteigschanze | 218.7 pkt | 3.      | -10.3 pkt | Jens Weißflog |
| 3. | 5 marca 1989     | Oslo        | Holmenkollbakken | 203.0 pkt | 2.      | -22.0 pkt | Jens Weißflog |